# 十二部経
十二部経 (じゅうにぶきょう、サンスクリット: dvādaśāṅgadharmapravacana)とは、仏(ぶつ)所説・如来(によらい)所説の教法を内容・形式によって分類したもの。伝承により多少の異同がある。十二分教(じゅうにぶんきょう)、十二分聖教(じゅうにぶんしょうぎょう)とも。

## 内容
1. 修多羅(しゅたら、sūtra、契経(かいきょう)) ：教説を直接散文で述べたもの
2. 祇夜(ぎや、geya、重頌(じゅうじゅ))： 散文の教説の内容を韻文で重説したもの
3. 和伽羅(わがらな、vyākaraṇa、授記)： 仏弟子の未来について証言を述べたもの
4. 伽陀(かだ、gāthā、諷頌(ふじゅ)/偈)： 最初から独立して韻文で述べたもの
5. 優陀那(うだな、udāna、自説経)： 質問なしに仏がみずから進んで教説を述べたもの
6. 伊帝曰多伽(いていわったか、ityuktaka、itivr̥ttaka、本事(ほんじ)、如是語とも)： 仏弟子の過去世の行為を述べたもの
7. 闍多(じゃーたか、jātaka、本生(ほんじょう))： 仏の過去世の修行を述べたもの
8. 毘仏略(びぶつりゃく、vaipulya、パーリ語: vedalla、方広(ほうこう))： 広く深い意味を述べたもの
9. 阿浮陀達磨(あぶだだつま、adbhutadharma、未曾有法(みぞうほう))： 仏の神秘的なことや功徳を嘆じたもの
10. 尼陀那(にだな、nidāna、因縁)： 経や律の由来を述べたもの
11. 阿婆陀那(あばだな、avadāna、譬喩(ひゆ))： 教説を譬喩で述べたもの
12. 優婆提舎(うばだいしゃ、upadeśa、論議)： 教説を解説したもの

仏典によって、九部経を伝えるものと十二部経を伝えるものがある。十二部経では、大乗経典の元となった毘仏略が、10ないしは11に位置づけられる。
『本事経』(巻5)、『摩訶僧祇律(まかそうぎりつ)』(巻1)やパーリ聖典は九分教を伝え、『長阿含』(じょうあごん)(巻3)、『中阿含』(巻1)、『雑(ぞう)阿含』(巻41)、『四分律』(巻1、『五分律』(巻1)、『大智度論』(巻25)その他の大乗の諸経論には十二部経の名を伝えるものが多い。パーリ聖典の優陀那(udāna)や漢訳の『本事経』(如是語)のように一つの聖典にまとまっているものもあるが、文学的ジャンルを示すと言える。